# Julius Jacob den äldre
Julius Jacob den äldre, född den 25 april 1811 i Berlin, död där den 20 oktober 1882, var en tysk historie- och porträttmålare.
Jacob erhöll — sedan han en kort tid njutit undervisning av Karl Wilhelm Wach och även uppehållit sig i Düsseldorf — sin egentliga utbildning i Paris under ledning av Paul Delaroche. Från flera studieresor, som han företog i Europa, Nordafrika och Mindre Asien, hemförde han en mängd landskapsstudier och dessutom mer än 300 kopior av huvuden efter tavlor i åtskilliga gallerier. Sedan han i Düsseldorf målat åtskilliga fruktstycken, ägnade han sig i Paris från 1844 företrädesvis åt historiemålning och utställde flera tavlor ur Ludvig den heliges liv. Men en större porträttbeställning kallade honom till London, och där blev hans tavlor så omtyckta, att han överhopades med uppdrag och stannade i elva år. Derefter gjorde han flera resor till södern och även till Wien, där han även porträtterade en mängd furstliga personer. Han innehade flera medaljer från utställningar i Paris, Lyon och Rouen.